# Lucy Doraine
Lucy Doraine (Kovács Ilonka, Kovács Ilona, Kovács Lonci) (Budapest, 1898. május 22. – Los Angeles, Kalifornia, USA, 1989. október 14.) magyar némafilm-színésznő, aki Ausztriában és az Egyesült Államokban élt és dolgozott.

## Életpályája
A Rákosi Szidi színiiskolájának drámai szakán tanult annak ellenére, hogy szülei ellenezték. A színésznő karrierjét Kertész Mihály menedzselte. 1919 májusában Kertész Mihály ajánlatot kapott a Sascha filmgyártól, így elhagyták Magyarországot.

### Karrierje
Első filmszerepeit Kertész Mihály Kino-Riport filmgyárban készült filmjeiben játszotta (Az ezüst kecske, 1916; A farkas, 1916). 1919-ben Uher Ödön Éj és virradat, Garas Márton Kutató Sámuel című filmjeiben és Kertész Mihály Jön az öcsém című filmjében játszott. Bécsben nevét Lucy Doraine-re változtatta és Kertész Mihály A fekete kesztyűs hölgy című melodrámájában „femme fatale” szerepkörben mutatkozott be. Ezután Kertész Mihály osztrák filmjeinek állandó női főszereplője lett. Bécsben összesen kilenc filmet készítettek közösen. Ezek közül az 1922-ben bemutatott Szodoma és Gomorra emelkedett ki, amely egy évig készült, s minden idők egyik legmonumentálisabb díszletét építették meg a forgatásához. Ez volt az utolsó közös filmjük.
Pályája Münchenben, majd Berlinben folytatódott. 1927-ig tíz német film, többek között Felix Basch és Richard Eichberg vígjátékainak főszerepét játszotta el. Partnerei között volt Hans Albers és Conrad Veidt. 1928-ban a világhírnév utáni vágy őt is Hollywoodba vonzotta, ahol kezdetben lelkesen fogadták, Pola Negri utódaként emlegették. Első szerepét a First National Pictures Adoration című, Bíró Lajos történetéből készült filmdrámájában játszotta. Közben győzedelmeskedett a hangosfilm, s magyar akcentusa miatt egyre kisebb szerepeket kapott. 1930-ban Howard Hughes Pokol angyalai című nagy sikerű repülősfilmjében már csak egy néhány mondatos epizódszerepet osztottak rá. A Trial of Mary Dugan című Metro-Goldwyn-Mayer film német nyelvű változatában lépett fel utoljára. 33 éves volt, amikor véget ért filmes karrierje.

### Magánélete
1915-ben házasságot kötött Kertész Mihály filmrendezővel. 1915 novemberében megszületett kislányuk, Kató. 1923-ban elváltak. Ezután hozzáment Edwin Herd Humasonhoz.

## Filmjei
- Az ezüst kecske (1916)
- A magyar föld ereje (1917)
- Farkas (1917)
- A napraforgós hölgy (1918)
- Kutató Sámuel (1919)
- Éj és virradat (1919)
- Jön az öcsém (1919)
- A fekete kesztyüs hölgy (1919)
- Damaszkusz csillaga (1920)
- Isten ostora (1920)
- Lucy Dorain probiert neueste Pariser Modelle bei Blanche (1920)
- Mrs. Tutti-Frutti (1921)
- A sátán naplója (1921)
- Egy asszony, aki ölt (1921)
- Weil ich Dich liebe (1921)
- A rémület útjai (1921)
- Szodoma és Gomora (1922)
- Opfer der Liebe (1923)
- Die fünfte Strasse (1923)
- Gehetzte Menschen (1924)
- Die suchende Seele (1925)
- Schicksal (1925)
- Finale der Liebe (1925)
- Der Mann seiner Frau (1926)
- Der Prinz und die Tänzerin (1926)
- Lavina (1927)
- Eheskandal im Hause Fromont jun. und Risler sen. (1927)
- Adoration (1928)
- Krisztina (1929)
- A pokol angyalai (1930)
- Mary Dugan bűnpöre (1931)